# 談話雕像

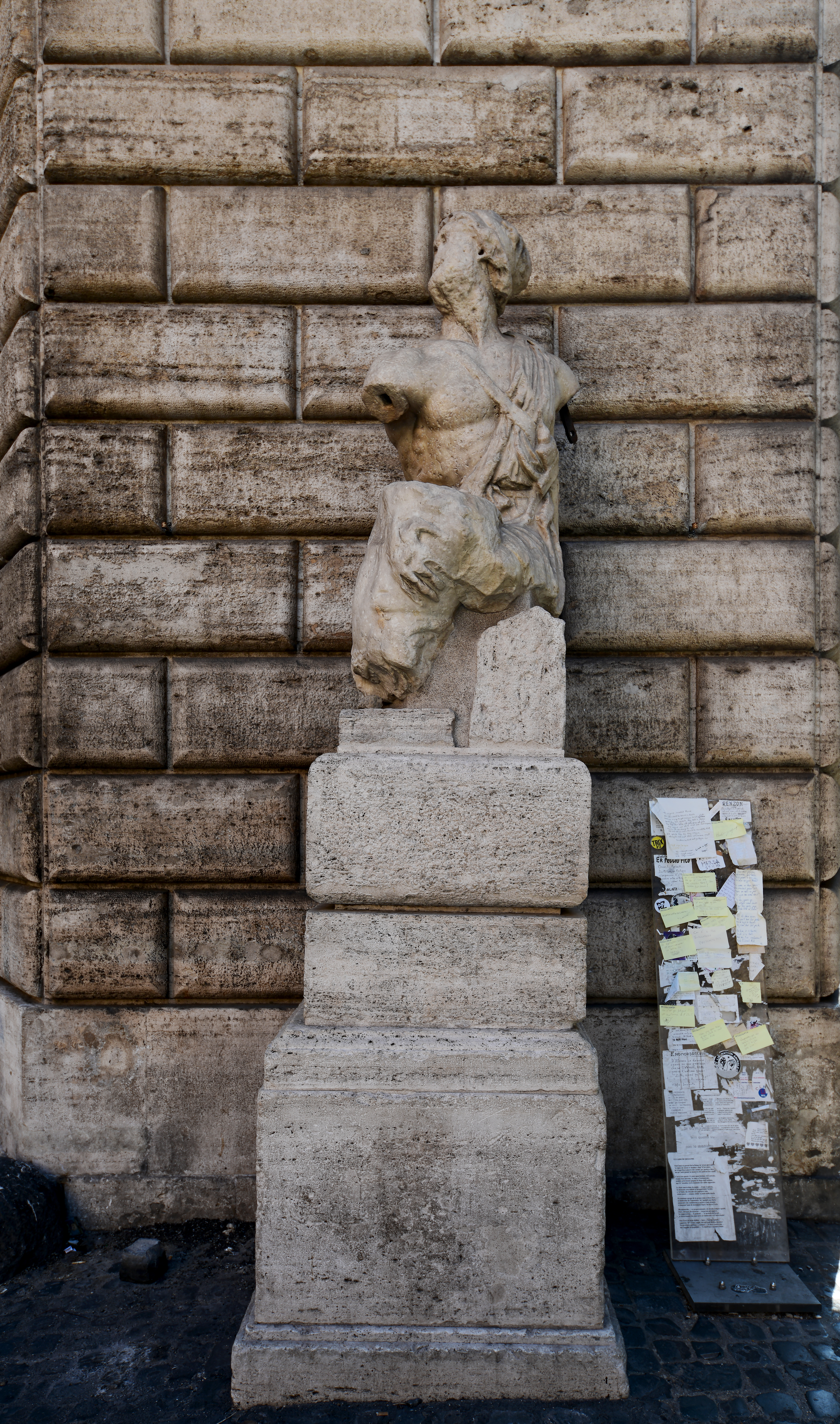
帕斯魁诺，羅馬第一尊「談話雕像」。

談話雕像（義大利語：statue parlanti di Roma）或智者團（Congrega degli arguti）是指一種始於16世紀，居住於義大利羅馬的居民們匿名表達政治立場的一種途徑。這種表達方式通常以羅馬方言撰寫的諷刺诗歌或詼諧語錄的形式，坦率張貼在羅馬各地的古代雕像上，可視為早期的留言板。這一傳統至今仍然持續存在。

## 沿革
廣泛被視為第一尊「談話雕像」為帕斯魁诺，現位於納沃納廣場上，是一尊受損的古羅馬雕塑。最近的研究確認這尊雕像描繪著墨涅拉俄斯扶起帕特罗克洛斯的身体的主題。這座雕像於1501年在修建街道時被發現，並被安放在廣場上。不久之後，人們開始在雕像上貼上一些批評宗教和政府當局的小詩或諷刺短詩。
對於「帕斯魁諾」此名的起源目前仍不清楚。但根據16世紀中葉的傳說，該名稱實質來自於附近的一位以機智和智慧著稱的裁縫詩帕斯魁諾。在某些版本的故事中，他是一位理髮師或教師，由於其特殊的職業使他進入了梵蒂岡，他透過該途徑幕後得知了當時教宗的幕後八卦，並以尖刻的評論傳播給朋友和鄰居作為娛樂。在他去世後，這座雕像以他的名字命名，人們也開始在雕像上貼上過往與帕斯奎諾相似的評論。這座雕像在日後成為當地的一項傳統；而在聖馬爾谷節時，它也會被打扮成一個異教的神祇。
根據部分文獻來源，暗示了最早在帕斯魁諾貼上的文字，只不過是一些學生戲弄他們的老師，但這些雕像很快就成為人們批評政府和宗教領袖的重要途徑。而帕斯奎諾變得如此有名，以至於他的名字成為了意大利语「pasquinata」，意思是以詩歌形式寫的諷刺抗議，甚至引入英語而稱為巴斯奎納（詼諧嘲弄、pasquinade）。
當時，多位教宗常常成為談話雕像所批評的對象，使得他們試圖限制在帕斯奎諾上發表評論的行為。哈德良六世曾計劃把它扔進台伯河，但當有人告訴他這座雕像就像一隻青蛙，在水中只會更加呱呱叫後才被勸阻。本篤十三世則曾在1720年代發布了一項法令，表示在雕像前留下詩句的任何人將會判處死刑。然而在秘密的掩護下，諷刺詩的傳播在繼續。
另項被視為虛構的故事則聲稱，如果匿名作家願意自曝身份，將會獲得獎勵。然而當有一個人回應後， 換來的則是雙手被切斷的下場。最終，當局在雕像周圍派哨兵以防止更多評論的發表。公眾轉向其他雕像，而這些雕像也在隨後與「帕斯魁诺」成為了說話雕像。儘管說話雕像的重要性隨著其他媒體的興起和更大的言論自由而消退，但該雕像對羅馬的政治表達及歷史具有持久的影響。

## 當前仍存的雕像
當前共仍存六尊談話雕像，其中包括：

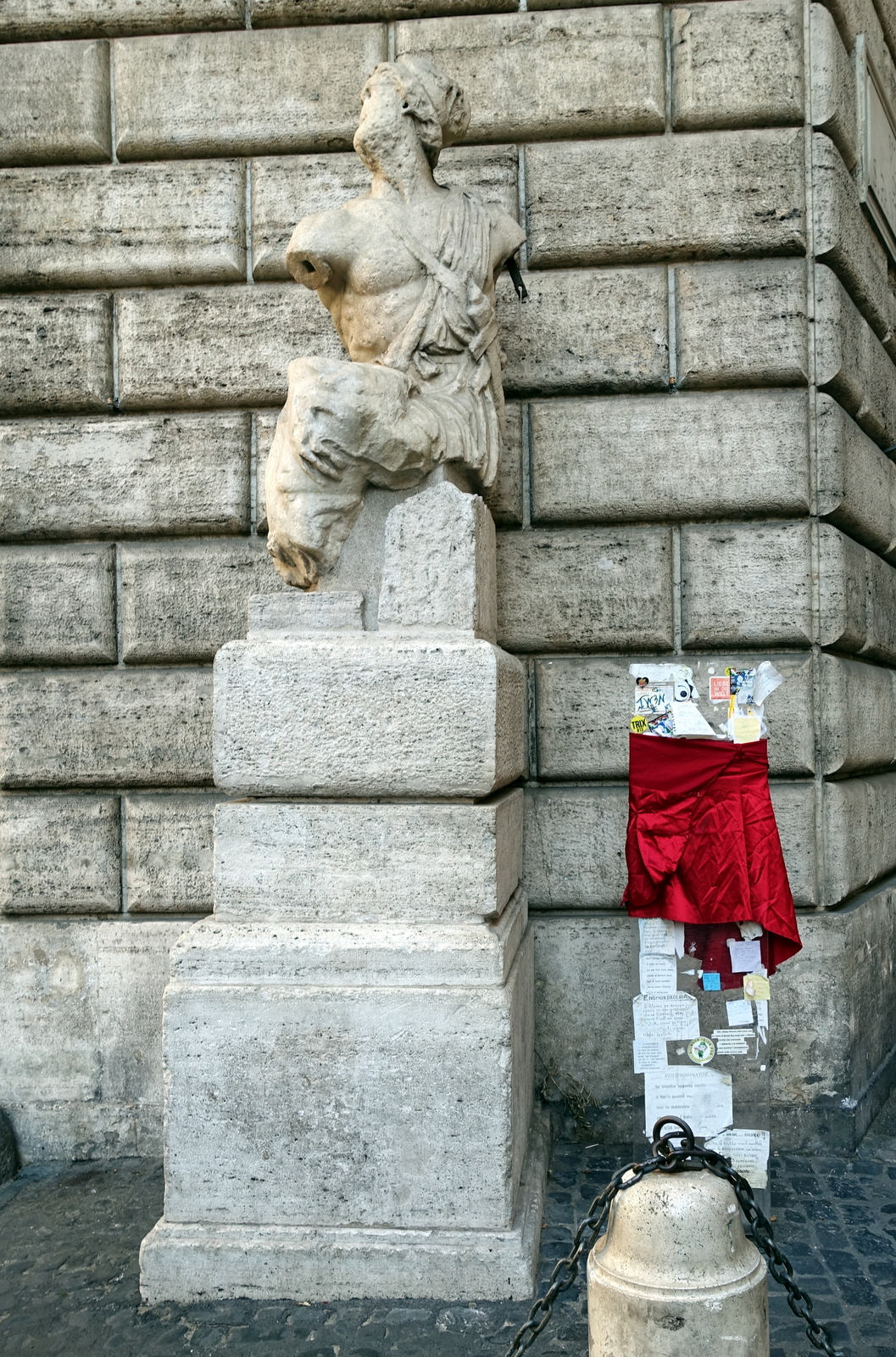
「帕斯魁諾」
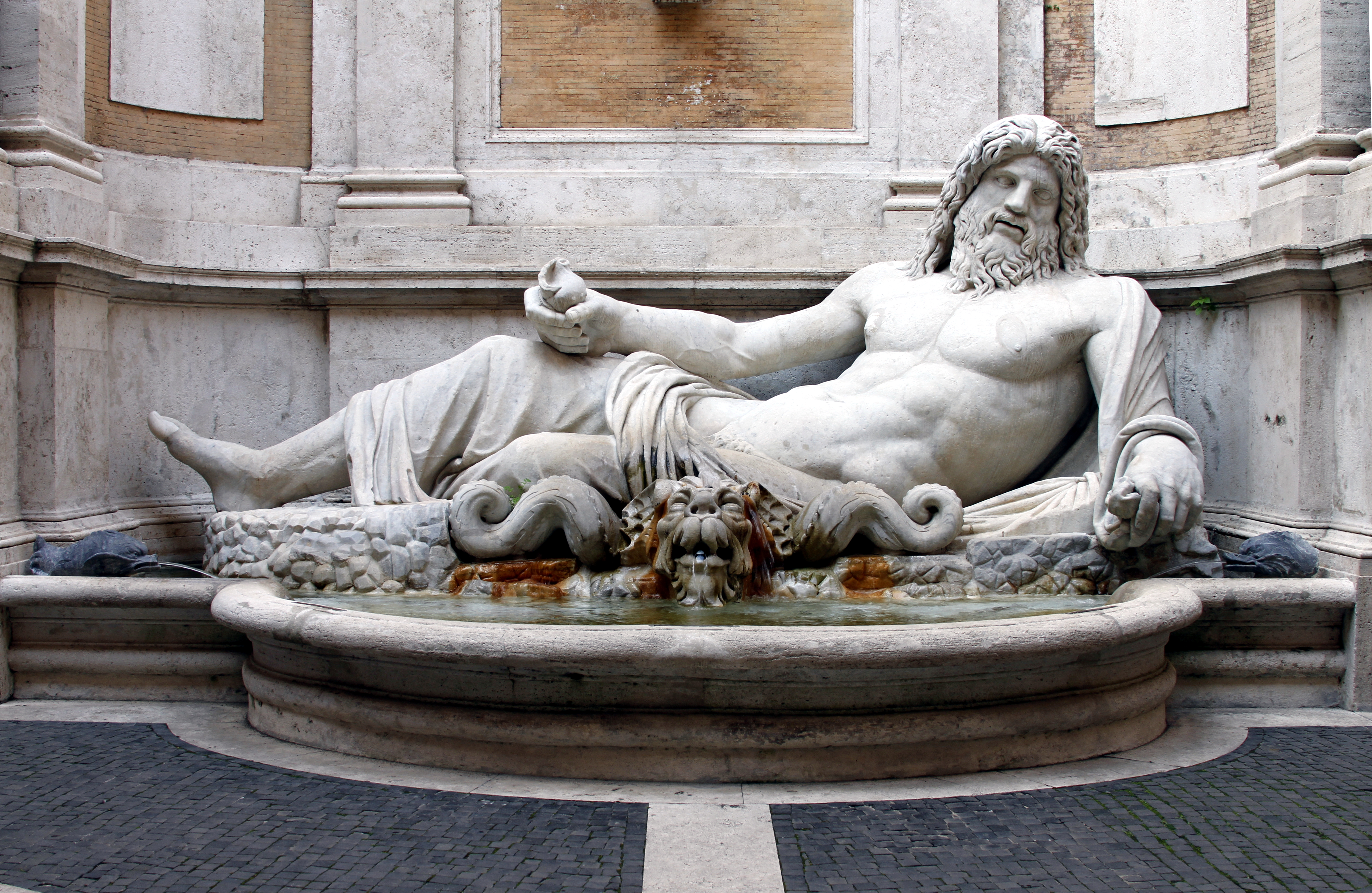
「马福里奥」，現存卡比托利欧博物馆
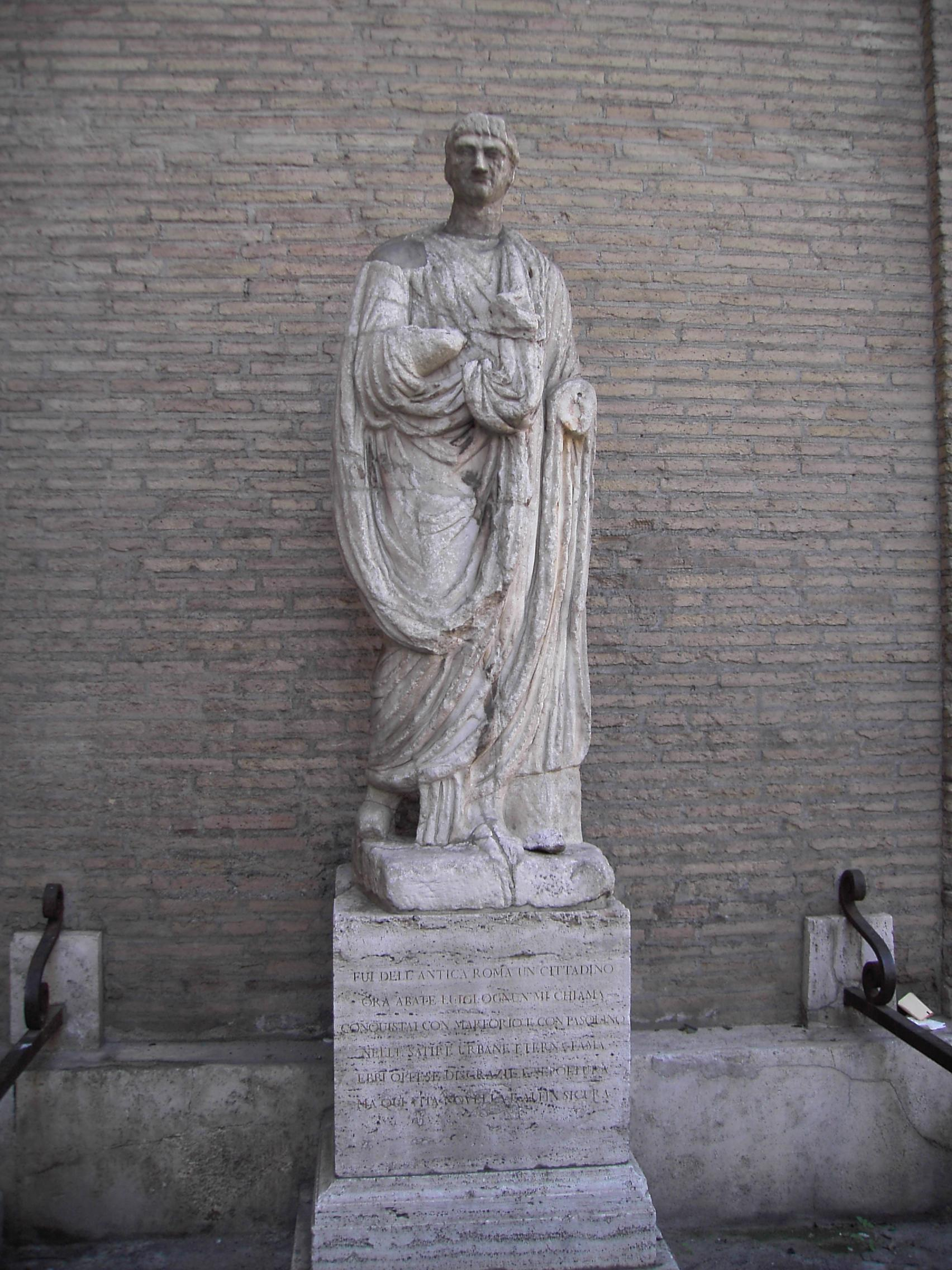
「阿博特·路易吉」，置於圣安德肋圣殿旁
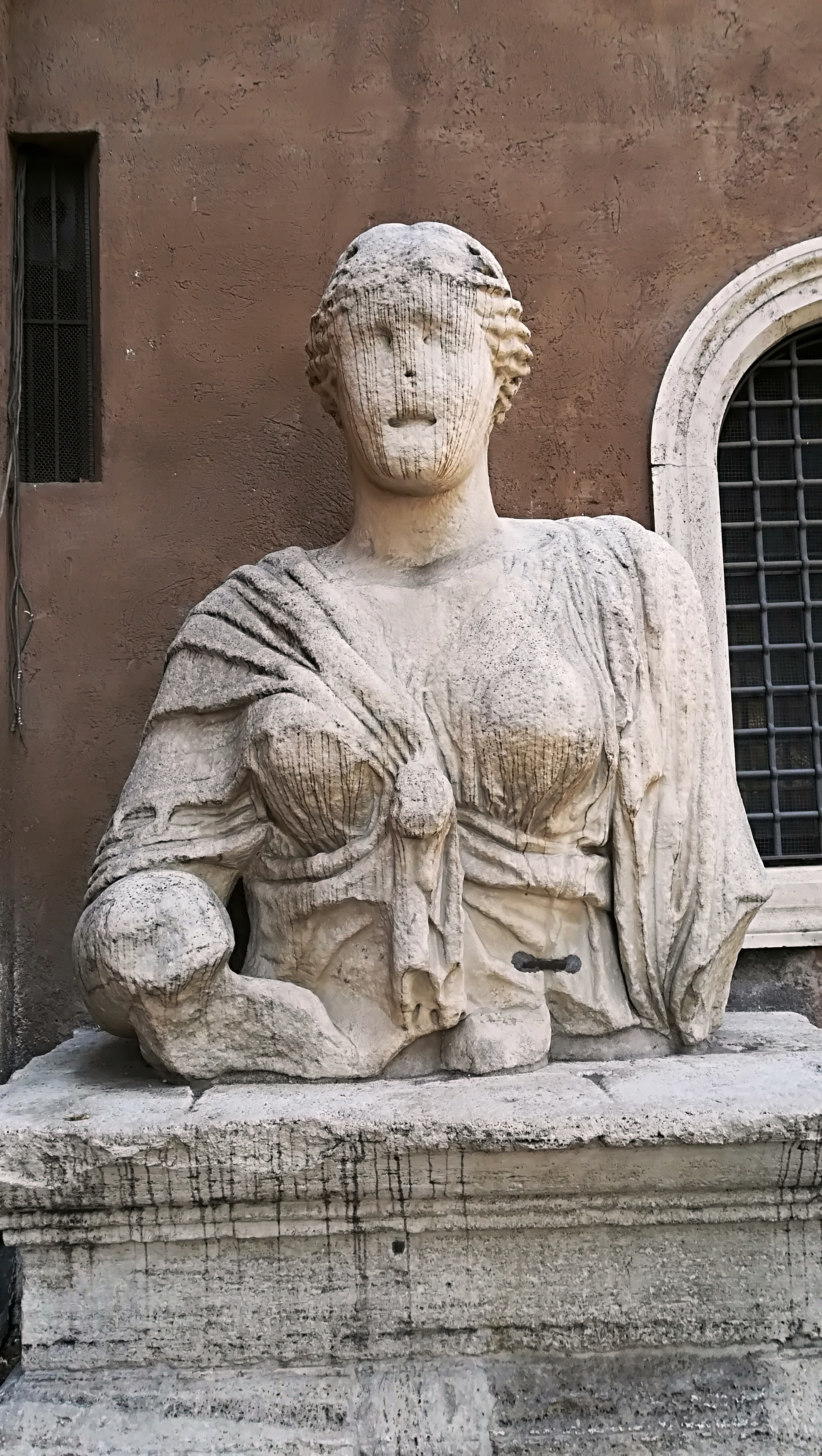
「盧克雷齊亞夫人」，置於聖馬爾谷聖殿旁
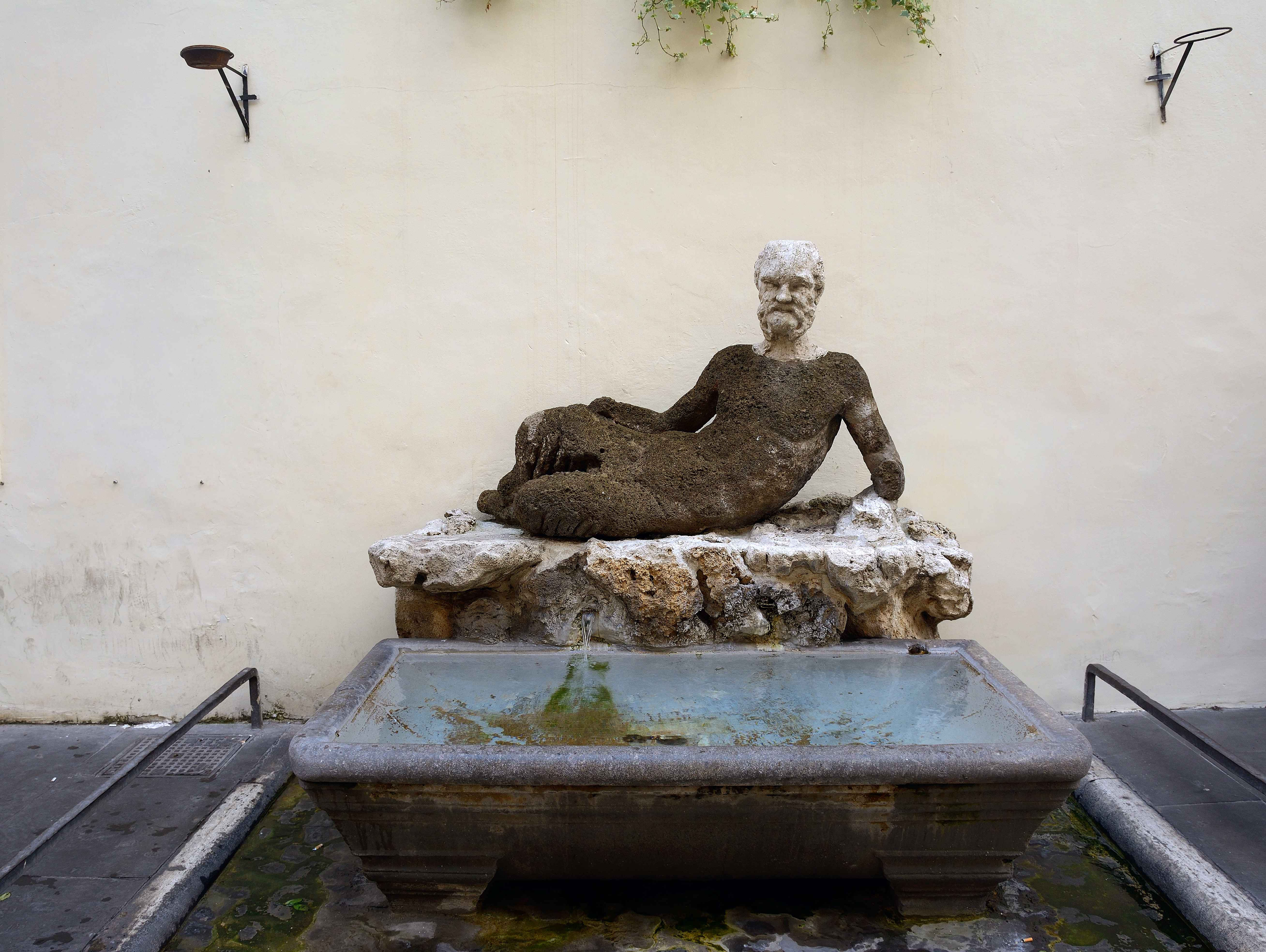
「巴布伊諾」，又稱狒狒雕像，現位於巴布伊諾街。
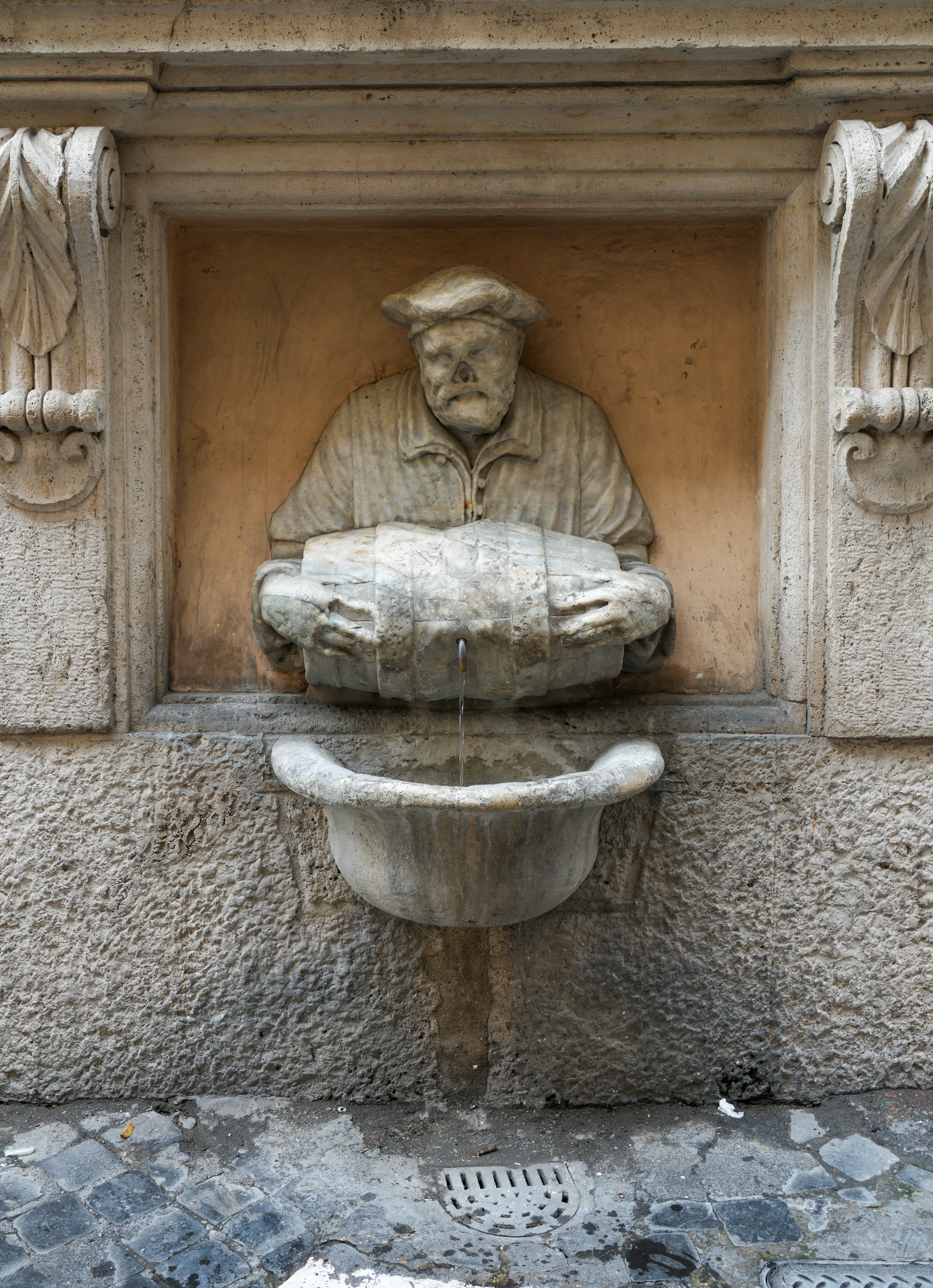
「伊爾法基諾」，位於科尔索大道